# ضيف وثلاث وجبات
ضيف وثلاث وجبات هو برنامج تلفزيوني وثائقي أمريكي لعام 2019. تدور فكرته حول لقاء الطاهي ديفيد تشانغ مع أحد المشاهير في مدينة كبيرة في كل حلقة ، والتحدث عن الطعام وتناول الأطعمة المحلية المختلفة.  

## الإصدار
تم إصدار ضيف وثلاث وجبات في 23 أكتوبر 2019 على نتفليكس . 

## روابط خارجية
- ضيف وثلاث وجبات على موقع IMDb (الإنجليزية)
- ضيف وثلاث وجبات على موقع ميتاكريتيك (الإنجليزية)
- ضيف وثلاث وجبات على موقع روتن توميتوز (الإنجليزية)
- ضيف وثلاث وجبات على موقع نتفليكس (الإنجليزية)
- ضيف وثلاث وجبات على موقع كينوبويسك (الروسية)
- ضيف وثلاث وجبات على موقع قاعدة بيانات الفيلم (الإنجليزية)